# Бобров, Михаил Павлович
 Михаи́л Па́влович Бобро́в  — (4 ноября 1867 Санкт-Петербург— 19 декабря 1907 Самара) начальник Самарского губернского жандармского управления.

## Биография
Сын титулярного советника, родился 4 ноября 1867 года, образование получил в Санкт-Петербургском коммерческом училище и Казанском пехотном юнкерском училище, откуда он был выпущен подпрапорщиком в 140-й пехотный Зарайский полк.
Приказом императора произведен в подпоручики с переводом в 116-й пехотный Малоярославский полк, в 1894 году перешел на службу в отдельный корпус жандармов с переименованием в корнеты. Постепенно занимал должности адъютанта Лифляндского губернского жандарского управления, помощника начальника Бессарабского губернского жандармского управления. Затем состоял при Петербургском Саратовском и Одесском жандармских управлениях.
3-го августа 1906 года назначен в чин подполковника в Самару. Здесь же он был произведен в полковники. 19 декабря 1907 года в шесть часов вечера Бобров вышел из дома, пришёл на главную улицу Самары, сделал какие-то покупки, после чего был убит.